# Bozhidar Iskrenov
Bozhidar Iskrenov (Sofia, 1 de agosto de 1962) é um ex-futebolista profissional e treinador búlgaro, que atuava como meia-atacante.

## Carreira
Bozhidar Iskrenov fez parte do elenco da Seleção Búlgara de Futebol da Copa do Mundo de 1986 